# Keenen Ivory Wayans
Keenen Ivory Wayans, född 8 juni 1958 i New York i New York, är en amerikansk skådespelare, komiker, regissör, producent och manusförfattare. Bror till Marlon, Damon, Shawn, Kim, Deidre, Elvira och Vonnie Wayans.

## Filmografi (urval)

### Skådespelare
- 1982 - Skål (säsong 1, avsnitt 2)
- 1983 – Star 80
- 1987 – Galna drömmar i Hollywood
- 1987 - Spanarna på Hill Street (säsong 7, avsnitt 20)
- 1994 – A Low Down Dirty Shame
- 1996 – The Glimmer Man
- 1997 – Most Wanted
- 2000 – Scary Movie

### Producent
- 1987 – Eddie Murphy Raw
- 1997 – Most Wanted
- 2000 – Scary Movie
- 2004 – White Chicks

### Manus
- 1987 – Galna drömmar i Hollywood
- 1987 – Eddie Murphy Raw
- 1997 – Most Wanted
- 2004 – White Chicks

### Regi
- 2000 – Scary Movie
- 2001 – Scary Movie 2
- 2004 – White Chicks

## Utmärkelser
- 1990 - Emmy, bästa varieté-, musik eller komediserie för In Living Color
- 1992 - Nova Award, mest lovande TV-producent för In Living Color
- 2004 - BET Comedy Award, bästa regi för White Chicks
- 2004 - BET Comedy Award, bästa manus för White Chicks